# Neverwinter Nights 2
Neverwinter Nights 2 — компьютерная ролевая игра, разработанная американской студией Obsidian Entertainment и выпущенная компанией Atari для Microsoft Windows в 2006 году. Игра, основанная на настольной ролевой игре Dungeons & Dragons, была призвана служить продолжением Neverwinter Nights (2002); действие Neverwinter Nights 2 происходит в той же вымышленной вселенной Forgotten Realms, а также игра использует адаптированные правила Dungeons & Dragons редакции 3.5. Игра работает на графическом движке Electron. В 2007 и 2008 годах Obsidian Entertainment выпустила два дополнения для игры — Mask of the Betrayer и Storm of Zehir. В 2009 году вышло ещё одно дополнение Mysteries of Westgate, разработанное канадской студией Ossian Studios.

## Игровой процесс
Механика основана на редакции Dungeons & Dragons 3.5. Действие разворачивается в фэнтезийном мире Forgotten Realms. Игрок имеет возможность изучить различные области Фаэруна, в том числе города, леса и подземелья. В самом начале игры игроку предстоит создать своего персонажа, в соответствии с правилами Dungeons & Dragons, который включает выбор расы и класса, с последующим присвоением очков навыков. В игре есть 12 базовых классов. По ходу развития персонажа открывается доступ к множеству так называемых престижных классов. Классы можно комбинировать в количестве до четырёх. Можно включить в группу до 5 спутников, спутников друидов и следопытов, фамильяров волшебников и колдунов и прочих призванных существ. Для того, чтобы выяснить историю или добиться лояльности NPC, необходимо иметь на него достаточно влияния.

## Сюжет
В основе сюжетной линии противостояние группы искателей приключений с игроком во главе и могущественного древнего создания по имени Король Теней.
Герой начинает приключения в маленькой деревне на болотах — Западной Гавани (West Harbor), на которую нападают создания из внешних миров Гитиянки и управляемые ими дуэргары. Разобраться в причинах этого — первоначальная цель героя. В процессе своего странствия он узнает, что Гит охотились за осколками их Серебряного меча, который по совместительству является единственным оружием, которым можно победить древнего стража Иллефарна, известного как Король Теней (King of Shadows). И когда гитиянки были побеждены, именно Король Теней дамокловым мечом нависает над Невервинтером и над всем миром.
В игре возможны две основных концовки.

### Акт 1
Отбив первое нападение дуэргаров, герой получает от своего приёмного отца Дэйгуна наказ — найти спрятанный им на соседнем болоте серебряный осколок — единственную ценную вещь в деревне, и отнести его в город Невервинтер.
Преследуемому дуергарами герою также предстоит получить первые известия о Тени, исходящей из далёких топей, столкнуться с бегущими от неё племенами ящеров и со жрецами-некромантами.
В Невервинтере его ожидают трудности — из-за таинственной смерти нескольких дворян власти ограничили для посторонних вход в район Чёрного Озера, где живут волшебники. Брат Дэйгуна советует герою вступить в ряды городской стражи для получения пропуска, или присоединиться к местным бандитам, чтобы они провели его своим путём.
После выполнения (в зависимости от выбранного пути) ряда заданий, как в самом Невервинтере, так и вдали от города, герою удаётся поговорить с мудрецом Алданоном. Он рассказывает герою, что осколки, которых у героя уже несколько — от древнего меча, которым пользовался известный чернокнижник Аммон Джерро.
Герой отправляется на поиски последнего из потомков чернокнижника — Шандры Джерро. Но здесь ему предстоит столкнуться с отрядом, которые также разыскивают её.

### Акт 2
Герою не удаётся отправиться вместе с Шандрой на поиски её деда — лусканцы обвиняют его в убийстве всех жителей пограничной деревни и требуют его выдачи. Волшебник Сэнд предлагает герою присягнуть на верность одному из дворян Невервинтера (благородному или связанному с преступниками) — тогда суд над ним пройдёт в городе.
После присяги герой (вместе с Сэндом, который стал его адвокатом) отправляется на поиски улик, которые могли бы доказать его непричастность к этому преступлению. Узнав, что в трагедии виновны сами лусканцы, а один из них с помощью волшебного порошка создал иллюзию, герой отправляется на суд. Однако, вне зависимости от его исхода, проигравшая сторона потребует закончить дело поединком.
Вскоре после суда выяснится, что послы Лускана были обмануты магом Чёрным Гариусом, который, воспользовавшись суматохой, смог захватить заброшенную Крепость-на-перекрёстке. Лорд Нашер приказывает главному герою принять участие в освобождении замка. Штурм полуразрушенных укреплений проходит быстро, однако захватить Гариуса не удаётся — он и его помощники умирают во время проведения магического ритуала.
От освобождённого Алданона герой узнаёт, что Гариус всё-таки вызвал древнего Короля Теней. Когда-то он был волшебным стражем империи Иллефарн, однако по вине одного мага, он стал использовать силы мира Теней и превратился из защитника в уничтожителя.
Создавая стража, маги Иллефарна предусмотрели ритуал для его уничтожения, но сами не успели его провести. Для подготовки к этому ритуалу, герой должен был посетить несколько древних статуй. Однако статую, расположенную возле Западной Гавани, слуги пробудившегося Короля Теней к тому времени уничтожили в месте с населением всей деревни.
Герой отправляется на поиски Аммона Джерро, которому когда-то уже удалось остановить Короля Теней. Чтобы открыть путь в его убежище, Шандра своей кровью освобождает демонов от клятвы. Однако, прежде чем кто-либо успевает вмешаться, охваченный гневом и яростью Аммон Джерро убивает её.

### Акт 3
Лорд Нашер назначает героя Рыцарем-капитаном Крепости-на-перекрёстке, однако церемонию посвящения прерывает нападение орд нежити, которыми командует неуязвимая Тень-Пожиратель. После того, как врага всё-таки удаётся отогнать, лорд Нашер поручает герою подготовить крепость к обороне и отыскать способ уничтожения слуг Короля Теней.
От посланцев Лускана герой узнаёт, что Пожиратели — это Гариус со своими помощниками, и получает список их Истинных имён, прочтение которых лишит Пожирателей неуязвимости. Также герою удаётся восстановить старый союз с гномами и привлечь ящеров, которых Тень изгнала из родных болот. К тому же герой сумел собрать достаточное количество осколков, чтобы восстановить Серебряный меч Гит, который способен уничтожить Короля Теней.
В битве с ордами Короля Теней армия Невервинтера потерпела поражение и отступила к Крепости-на-Перекрёстке. Герой с отрядами своих солдат пытается сдерживать продвижение врага, уничтожая нескольких Пожирателей, после чего защищает саму крепость от лезущей на стены нежити.
Смертоносная Тень не позволяет никому из живых дойти до развалин Иллефарна, однако маги Невервинтера нашли способ открыть прямой портал в его подземное убежище Короля Теней, где героя ждёт ещё одна встреча с Гариусом. Некоторые из членов отряда получат предложение перейти на сторону Тьмы. Вместе с Гариусом против героя будет сражаться от одного до пяти бывших спутников. Победив их и Гариуса и встретив самого Короля Теней, герой может сам перейти на сторону зла и в одиночку или вместе с Епископом перебить всех остальных, на чём игра заканчивается. Иначе, предстоит победить Короля Теней в трёх версиях, но его гибель вызовет обрушение сводов. Тело героя не найдут, как и не сообщат о судьбе спутников.

### Крепость-на-перекрёстке
Несмотря на свой стратегически важный статус, была заброшена по неизвестным причинам, а позже — захвачена Гариусом для проведения ритуала. По сюжету, герой, освободив крепость, получает титул Рыцаря-капитана. Теперь он вправе собирать подати с крестьян и пошлины с торговцев (за вычетом определённой суммы лорду Нашеру), но обязан подготовить крепость к обороне. Поскольку ведущие к крепости дороги успели зарасти, а в окрестных лесах развелось немало разбойников, герою предстоит восстановить полуразрушенный замок, отстроить внутренний двор, укрепить стены, найти добровольцев-солдат, заказать в мастерских хорошее оружие и броню.

## Оценки
| Сводный рейтинг    | Сводный рейтинг                 |
| Агрегатор          | Оценка                          |
| ------------------ | ------------------------------- |
| GameRankings       | 82,24 %                         |
| Metacritic         | 82 %                            |
| Иноязычные издания |                                 |
| Издание            | Оценка                          |
| 1UP.com            | C+                              |
| Eurogamer          | 8/10                            |
| Game Informer      | 8/10                            |
| GameSpot           | 8,6/10                          |
| GameSpy            | [ источник не указан 697 дней ] |
| GameZone           | 8,7/10                          |
| Награды            |                                 |
| Издание            | Награда                         |
| GameSpot           | Лучший сюжет (2006)             |

Neverwinter Nights 2 получила в целом положительные оценки прессы: обозреватели высоко оценили нововведения по сравнению с предыдущей игрой, особых похвал удостоились сюжет и система управления отрядом. Тем не менее, многие критики указывали на многочисленные технические проблемы, исправленные лишь после выхода. Игра получила награду «Лучший сюжет» от сайта GameSpot по итогам 2006 года.

## Официальные дополнения к игре
- Neverwinter Nights 2: Mask of the Betrayer
- Neverwinter Nights 2: Mysteries of Westgate
- Neverwinter Nights 2: Storm of Zehir